# Vlasta Redl

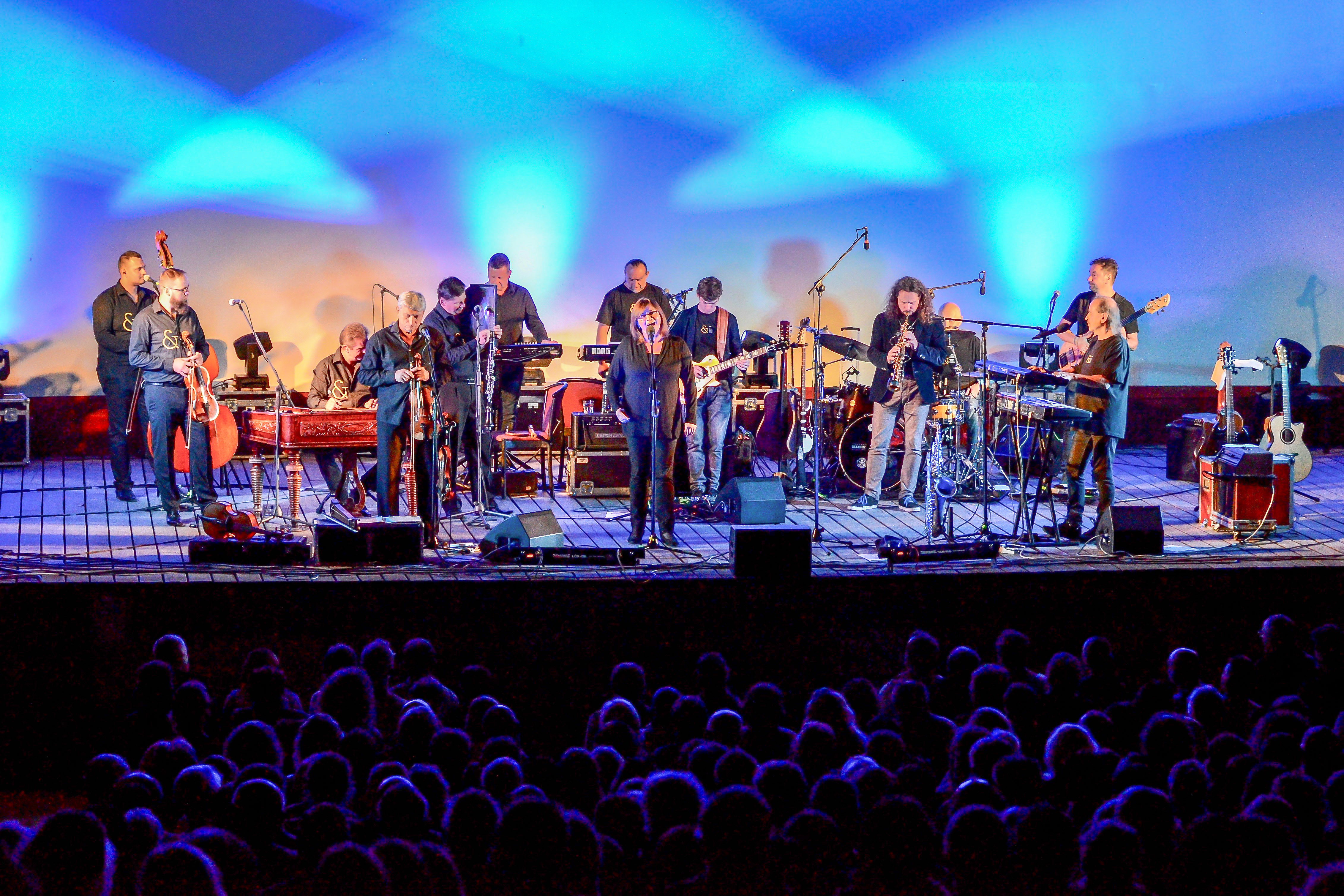
V. Redl a kapela & J. Pavlica a Hradišťan (Valmez, 2017)

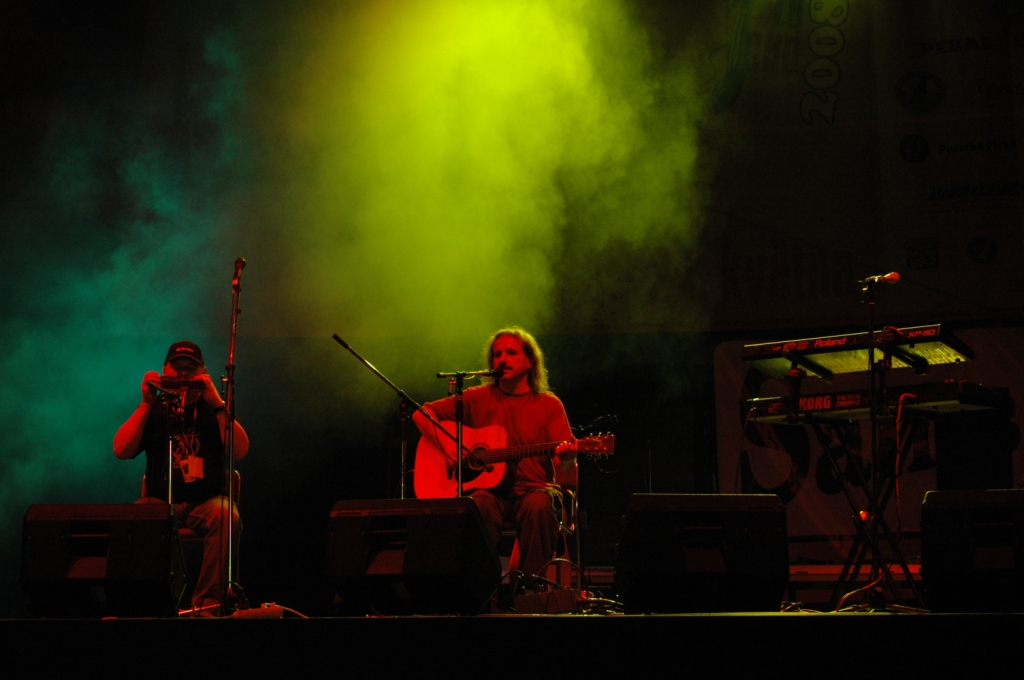
Vlasta Redl na festivale Lochotín 2008

Vlasta Redl (* 14. dubna 1959 Nový Jičín) je moravský zpěvák, textař, skladatel a multiinstrumentalista (hraje na kytaru, klávesy, piáno, mandolínu a další nástroje). Ve své tvorbě dokázal osobitě skloubit rock, folk a lidovou hudbu. Píše také scénickou hudbu a produkuje, podílel se na téměř 60 albech. Žije v Kobeřicích u Brna na úpatí Ždánického lesa.

## Životopis
Narodil se v Novém Jičíně, dětství však prožil na Valašsku v Beskydech – vyrůstal v Poličné u Valašského Meziříčí. Prázdniny trávil pravidelně na Horehroní pod Kráľovou hoľou, odkud pochází jeho maminka. Patrně právě již v dětství se utvářel jeho vztah k moravským a slovenským lidovým písním, jejichž motivy využívá ve své tvorbě. Ve třinácti letech se začal učit hrát na kytaru a od patnácti let koncertuje. Vystupoval s různými bigbítovými kapelami na tanečních zábavách ve Valašském Meziříčí a okolí.
Významným mezníkem v jeho hudební kariéře bylo jeho přestěhování do tehdejšího Gottwaldova. Tam začal v prosinci roku 1983 hrát a zpívat se skupinou AG Flek, která tehdy po takřka roční odmlce způsobené odchodem zpěvačky Blanky Táborské obnovila koncertní činnost. Jako autor písní se poprvé proslavil díky vizovické skupině Fleret, která do svého repertoáru zařadila jeho písně Holky z Utopie, Sbohem galánečko, Večer křupavých srdíček či Bečva. Na Portě 1986 hrála skupina Fleret další jeho písničku Letiště a Vlasta Redl se stal vítězem autorské soutěže. Ve stejné době Redl rovněž začal spolupracovat se Slávkem Janouškem a Jaroslavem Samsonem Lenkem, s nimiž postupně vydal tři společné desky (Zůstali jsme doma, Kde domov můj, Barvy domova).
Po pěti letech jeho působení v AG Fleku vyšla v roce 1989 deska Dohrála hudba. O rok později nahrál svou první sólovou desku Na výletě, na níž, jak sám řekl, se chtěl osvobodit od folku a písničkářské tvorby. Naproti tomu jeho další sólová deska Staré pecky obsahovala folkové skladby, které napsal v době spolupráce s Fleretem. Mezitím vyšla Tramtárie – další deska AG Fleku, v jehož sestavě se objevili Radek Pastrňák a Richard Kroczek ml. S nimi Redl koupil v Kobeřicích u Brna dům pro novou zkušebnu, jelikož z té staré ve Vizovicích je vyhnalo zvýšení nájmu. Jejich cesty se však posléze rozešly, Pastrňák s Kroczkem se plně soustředili na vlastní skupinu Buty, a tak je Redl po čase vyplatil a na statek se nastěhoval se svou rodinou. V roce 1994 AG Flek ve značně obměněné sestavě (ze zakládajících členů zbýval již jen Josef Šobáň) vydal společné album s Hradišťanem Jiřího Pavlici, které bylo oceněno zlatou deskou a je považováno za vynikající propojení lidové muziky a bigbítové kapely. O rok později završil Redl tříletou spolupráci se slovenskou zpěvačkou lidových písní Zuzanou Homolovou vydáním alba Slovenské balady, kde nahrál všechny nástroje. V roce 1996 se do AG Fleku vrátili zakládající členové a Redl vytvořil se sestavou, jež se zformovala v roce 1994 při projektu s Hradišťanem, vlastní skupinu, která se jmenuje Každý den jinak (na každém koncertě skutečně vystupovali pod jiným názvem). S touto skupinou vydal Redl dvě desky, na konci roku 2006 však ukončili koncertní činnost. A tak v roce 2007 koncertoval Redl buď v triu s Janouškem a Lenkem anebo sám.
Z Redlovy divadelní a filmové tvorby je nejznámější jeho účast na muzikálu Kubo pro bratislavskou Novou scénu (1999), složil hudbu pro představení „Rok na vsi“ a Silnice v Mahenově divadle a jeho muzika byla ve filmu Comeback (2006), kde si i zahrál v malé herecké roli.
V roce 2010 zkomponoval Vlasta Redl scénickou hudbu k rozhlasové hře Dobrodružství lišky Bystroušky.
V roce 2011 po zhruba roční umělecké přestávce, kdy koncertoval víceméně náhodně a kterou využil k dopsání první (své) části knižní cestovatelské trilogie My tři a já (Redlův, Janouškův a Samsonův pohled nejen na jejich přátelství), vystupuje s Petrem Vavříkem (basa), Marcelem Buntajem (bicí), Michalem Žáčkem (saxofon, flétna), Borkem Nedorostem (klávesy), Matějem Morávkem (kytara), Marcelem Gabrielem (bicí), Martinem Gašparem (basa), Rudou Březinou (saxofon) v uskupení Naše nová kapela. Jednotliví hudebníci v něm alternují. Zvuk, o který se starají výborní Honza Frýdl a Martin Procházka, doplňují zajímaví hudební hosté (Sweetja, Luboš Javůrek, Karel Macálka a jiní).
Společně vydali na podzim 2011 CD živých nahrávek z několika vystoupení Koncert který se nekonal. V letech 2011–2012 byl také k vidění v televizních pořadech Všechnopárty a Na plovárně.
Rovněž pořádal několik autogramiád k příležitosti vydání knihy My tři a já.
Koncem roku 2013 vychází Vlastovi kniha komentovaných textů Kam na to chodím (texty a jejich příběhy).
V roce 2015 se na společném pódiu opět sešel Vlasta Redl s kapelou a Jiří Pavlica s Hradišťanem na koncertním turné. Společné koncerty od té doby pokračují dosud.
Dcerou Vlasty Redla je Lucie Redlová.

## Diskografie

### Sólová alba
- Na výletě (1990)
- Staré pecky (1992)
- Vlasta Redl o kolo zpět (1997)
- Pecky téměř všecky (2000) – výběrové 2CD

### Se skupinou AG Flek
- Dohrála hudba (1989, reedice 1995)
- Tramtárie (1991, reedice 1995)
- Vlasta Redl AG Flek + Jiří Pavlica Hradišťan (1994)

### Se skupinou, která se jmenuje Každý den jinak
- Každý den jinak (1998)
- Dopisy z květin (2004, reedice 2023)

### Seskupinou, která sejmenuje Naše nová kapela
- Koncert, který se nekonal (2011)

### S Janouškem a Lenkem
- Zůstali jsme doma (1990)
- Kde domov můj (1995)
- Barvy domova (2006)

### Spoluúčasti

#### Se skupinou Fleret
- Tož vitajte, ogaři! (1991) – písně Bečva, Umělci na šňůře, Hospoda U Davida
- Secondhand za hubičku (1993)

#### Ostatní
- Folk Team – Všechna ta smutná hudba (1991) – Písničkář
- Roman Horký a hosté (1993)
- Druhá tráva – Starodávný svět (1994) – Krvavá Marie
- Zuzana Homolová – Slovenské Balady (1995)
- Luboš Novotný – Radost zarmoucených (1995) – Smutkům
- Slávek Janoušek – Imaginární hospoda s těmito štamgasty: Vlasta Redl, Luboš Vondrák (1995) – Mumie, Klukovské války, Jasnovidecká, Byla to jízda, Nádherný letní den, Je to možný, tohleto?, Kdo to zavinil, Imaginární hospoda
- Michal Tučný – Kosmický vandr (1997)
- Prázdniny v Telči – Prázdniny v Telči 98 (1998) – V hornom dolnom konci, Vracaja sa dom
- Luboš Novotný Liška Bystrouška (2000)[zdroj?]
- Laputa (2001) – V malované chalupě
- Valmez09 (2009) – Město měst
- Pocta Zuzaně Navarové (2009) – Javor
- B-Side Band - Folk Swings (2020) – Tak vidíš, Čarodějova píseň

## Rozhlasová hudba
- 2010 Rudolf Těsnohlídek: Dobrodružství lišky Bystroušky. Dramatizace Anna Jurásková. Hudba Vlastimil Redl. Dramaturgie Václava Ledvinková. Režie Jaroslav Kodeš. Účinkují: Lucie Pernetová, Václav Vydra, Taťjana Medvecká, Jiří Köhler, Stanislav Zindulka, Radek Holub, Jiří Maršál, Marek Eben, Jiří Lábus, Jaroslav Vlach, Jitka Smutná, Jana Drbohlavová, Tomáš Racek, Denisa Nová, Anna Suchánková, Nikola Bartošová, Dana Reichová, Valerie Rosa Hetzendorfová, Justýna Anna Šmuclerová, Josef Tuček, Vladimír Fišer, Antonín Tuček a Dorota Tučková.[2]